# Circuit de Paris
Le Circuit de Paris est une course cycliste d'un jour disputée de 1919 à 1945. Elle se déroule chaque jeudi de l'Ascension sur le parcours Suresnes-Paris ou Versailles-Paris.

## Palmarès
| Année | Vainqueur         | Deuxième             | Troisième            |
| ----- | ----------------- | -------------------- | -------------------- |
| 1919  | Romain Bellenger  | Marcel Godard        | André Narcy          |
| 1920  | Jean Hillarion    | Alexandre Dupontreue | Fernand Canteloube   |
| 1921  | Romain Bellenger  | Robert Jacquinot     | Marcel Godard        |
| 1922  | Henri Pélissier   | Jean Brunier         | Francis Pélissier    |
| 1923  | René Vermandel    | Charles Mantelet     | Armand Lemée         |
| 1924  | Jules Van Hevel   | Pierre Beffarat      | René Vermandel       |
| 1925  | Charles Lacquehay | Achille Souchard     | Georges Leblanc      |
| 1926  | Achille Souchard  | Georges Leblanc      | Denis Verschueren    |
| 1927  | Maurice Depauw    | Alfred Hamerlinck    | André Verbist        |
| 1928  | Jean Bidot        | Raymond Decorte      | Georges Ronsse       |
| 1929  | Émile Joly        | Julien Moineau       | Maurice Geldhof      |
| 1930  | Émile Joly        | Charles Pélissier    | Albert Barthélémy    |
| 1931  | Alfred Hamerlinck | Georges Ronsse       | Jules Merviel        |
| 1932  | Léon Tommies      | Joseph Demuysere     | Romain Gijssels      |
| 1933  | Paul Chocque      | Maurice Archambaud   | Émile Joly           |
| 1934  | Charles Pélissier | Yves Le Goff         | Antonin Magne        |
| 1935  | René Le Grevès    | Louis Hardiquest     | Gustaaf Deloor       |
| 1936  | Romain Maes       | Frans Bonduel        | Eloi Meulenberg      |
| 1937  | Karel Kaers       | Antonin Magne        | Pierre Cloarec       |
| 1938  | Théo Pirmez       | Louis Hardiquest     | Aldo Bini            |
| 1939  | Maurice Cacheux   | Amédée Fournier      | Raymond Louviot      |
| 1940  |                   | non disputé          |                      |
| 1941  | Paul Maye         | Albert Goutal        | Éloi Tassin          |
| 1942  | Paul Maye         | Louis Caput          | Gérard Virol         |
| 1943  | Albertin Dissaux  | Albert Fonteyne      | Lucien Lauk          |
| 1944  | Émile Idée        | Louis Gauthier       | Robert Bonnaventure  |
| 1945  | Lucien Vlaemynck  | Brik Schotte         | Maurice Desimpelaere |